# El Hamma (gouvernorat de Gabès)
Pour les articles homonymes, voir Hamma.
El Hamma (arabe : الحامة) est une ville oasis du sud de la Tunisie située à une trentaine de kilomètres à l'ouest de Gabès.
Rattachée administrativement au gouvernorat de Gabès, elle est le chef-lieu d'une délégation couvrant une superficie de 263 700 hectares et comptant une population totale d'environ 62 390 habitants. Elle constitue également une municipalité comptant 41 607 habitants en 2022 et divisée en plusieurs secteurs dont les plus importants sont El Kasr, Debdaba, Sombat, Bechima et Bou Attouch.

## Étymologie
Le nom arabe hamma (حامة) vient du mot « eau chaude » (الماء الحام), allusion aux eaux des sources thermales répandues dans la région. Les noms Hamma ou Hammamet (villes thermales) sont aussi donnés à d'autres villes et villages de l'Afrique du Nord.

## Géographie
Située sur la route Gabès-Kébili, à une cinquantaine de mètres d'altitude, elle borde le Chott el-Fejej. C'est l'un des exutoires naturels de la grande nappe albienne. L'oasis compte plusieurs sources qui, réunies, forment l'oued El Hamma et se trouvent à 300 mètres les unes des autres. Parmi celles-ci se trouvent Aïn El Bordj, Aïn Chaaliya et Aïn Abdelkader.
Un petit massif montagneux de 220 mètres d'altitude sépare El Hamma de la ville de Gabès.

## Histoire

### Origine
Selon Ibn Khaldoun, dans son Histoire des Berbères et des dynasties musulmanes de l'Afrique septentrionale, des Matmata vivent à l'ouest de la ville, bâtie près d'une source chaude ; il l'appelle Hamma Matmata.
La ville et toute sa région sont le berceau de la grande tribu des Beni Zid. Ils sont voisins des tribus des Matmata au sud et des Ouled Yakoub à l'ouest.

### Récits de voyages
Il n'existe pas de littérature importante sur l'histoire de la ville. Les descriptions existantes sont principalement issues de récits de voyages dont celui de Léon l'Africain qui décrit El Hamma vers le milieu du XVIe siècle. Il évoque la source extrêmement chaude qui coule à un mille et demi de la ville et forme le ruisseau qui traverse la ville en son milieu dans de larges canaux : 
« Près de la cité, environ un mille vers le midi, sort une grosse fontaine très chaude qui prend son cours par la cité, la traversant à grands canaux, dans lesquels et dessous terre il y a quelques édifices, comme des chambres séparées les unes des autres, dont le pavé est le fond du canal par où l'eau s'écoule tellement qu'elle peut arriver jusqu'au nombril de ceux qui y entrent ; mais il s'en trouve bien peu qui s'y veulent hasarder pour la trop âpre chaleur [...] Du côté de la tramontane, hors la cité, cette eau s'écoule tout en un lieu auquel elle forme un lac qui s'appelle le lac des Lépreux parce qu'il a vertu et propriété de faire recouvrer santé à ceux qui sont entachés de la lèpre et cicatriser les plaies. »

Les auteurs occidentaux s'intéressent au site à partir du XVIIIe siècle. C'est d'abord le docteur Thomas Shaw qui, dès 1743, parle de la ville en ces termes : 
« La ville d'El Hamma est à quatre lieues à l'ouest de Gabès : les Tunisiens y ont un petit fort et une garnison parce que c'est l'une de leurs places frontières [...] Il y a ici plusieurs bains, qui ont chacun un toit couvert de paille, et dans leurs bassins, qui ont à peu près douze pieds en carré et quatre de profondeur, il y a, pour la commodité de ceux qui se baignent, des bancs de pierre un peu au-dessous de la surface de l'eau. »
Victor Guérin en donne en 1862 la description suivante : « À une heure, nous arrivons à El Hamma. Cette oasis est formée de plusieurs villages, qui sont : El Kasr, le plus important de tous, Dabdaba, où nous demandons l'hospitalité au cheikh, Soumbat, Zaouïet El Madjeba et Bou Atouche. Des plantations de palmiers arrosées par des eaux courantes environnent ces villages. Ces eaux proviennent de quatre sources chaudes dont trois se trouvent à Dabdaba et la quatrième entre Dabdaba et El Kasr.
Elles étaient jadis renfermées dans des bassins construits en fort belles pierres de taille et existent encore, du moins en partie, car beaucoup de blocs ont été déplacés ou enlevés. À chacun de ces bassins est adjoint un petit établissement de bains de construction moderne mais divisés intérieurement en plusieurs compartiments qui sont antiques. La température de ces sources varie : la plus chaude a quarante-cinq degrés centigrades, celle qui l'est le moins en a trente-quatre. Entre Dabdaba et El Kasr s'étendait autrefois une ville qui portait le nom d'Aqua Tacapitanae, parce qu'elle dépendait de Tacape, dont elle était séparée par un intervalle de 18 milles romains. Il en est question dans l'Itinéraire d'Antonin. Elle est complètement détruite actuellement et ses débris ont servi à bâtir les villages modernes qui lui ont succédé ainsi qu'un fort appelé Bordj El Hamma ».
Récemment[Quand ?], dans La Revue tunisienne, organe de l'Institut de Carthage, l'hypothèse est faite qu'aux temps mythologiques, l'antique oasis d'El Hamma ait été riveraine du fameux lac Triton. Surtout depuis les temps modernes, ce lac fabuleux alimenté par un fleuve et se déversant dans une mer célèbre pour les périls de sa navigation, est l'objet de controverses si nombreuses et encore si peu décisives que le temps ne semble pas venu de se prononcer à son égard. Toutefois, Shaw fait coïncider précisément l'oued El Hamma avec l'ancien fleuve Triton. Un autre explorateur (Rennel) ainsi que plusieurs autres, surtout des voyageurs arabes, ont affirmé que la petite Syrte devait entrer jadis plus profondément dans le littoral et qu'elle communiquait avec le lac.

### Époque contemporaine
Pendant la colonisation française, la ville est un foyer de résistance.
Durant la pandémie de Covid-19, la ville est gravement touchée par le virus avec une propagation rapide à partir du début août 2020, des mesures exceptionnelles étant prises pour contrer cette propagation.
Dans le contexte de la guerre entre Israël et le Hamas en 2023, la synagogue d'El Hamma, associée à la tombe de Rabbi Yossef El Maarabi, est incendiée le 17 octobre, provoquant l'émotion de la communauté juive tunisienne, le pouvoir tunisien restant silencieux,.

## Démographie
La délégation correspond à la partie nord de l'ancien territoire agropastoral de la tribu des Beni Zid. Située en zone bioclimatique aride inférieur, cette région est caractérisée par une pluviométrie faible et irrégulière (170 millimètres en moyenne par an). À l'instar du Sud tunisien dans son ensemble, El Hamma est le théâtre de la transformation profonde du rapport des populations à leur territoire en relation avec le déclin du nomadisme au cours de la période coloniale puis après l'indépendance. À la fin du XIXe siècle, la tribu des Beni Zid compte, selon les estimations d'André Martel, près de 19 000 habitants dont un quart résident en permanence dans l'oasis d'El Hamma située au centre géographique de leur espace, les trois quarts de la population pouvant alors être qualifiés de semi-nomades.
Habitant sous la tente la plus grande partie de l'année, ils pratiquent l'élevage sur parcours associé à une céréaliculture épisodique. L'extension des labours, localisés principalement sur les terres de culture les plus favorables du point de vue du bilan hydrique, est en outre étroitement dépendante des conditions pluviométriques. La complémentarité des ressources agricoles (oasis et cultures en sec) et des ressources pastorales de la steppe fonde, dans le contexte d'un fort aléa pluviométrique, un mode d'exploitation basé sur la mobilité et l'appropriation communautaire des ressources pastorales. De nos jours, la population de l'ancien territoire des Beni Zid compte environ 70 000 habitants sédentaires dont près des deux tiers résident à El Hamma selon une estimation de l'Institut national de la statistique en 1994. L'essor démographique, la sédentarisation d'agropasteurs de la tribu des Beni Zid dans la zone steppique de Menzel Habib et le début d'urbanisation de celle-ci, la progression de l'économie marchande et la montée en puissance de l'État sont classiquement avancés pour interpréter la dynamique sociale et la transformation de l'espace régional.

## Économie
Bien que l'agriculture ait longtemps constitué le principal secteur d'activité, l'économie de la ville s'est diversifiée ces dernières années et l'industrie emploie plus du tiers des actifs :
| Agriculture                                                         | Industrie | Services | Administration | Secteur non déclaré | Total  |
| ------------------------------------------------------------------- | --------- | -------- | -------------- | ------------------- | ------ |
| 1 978                                                               | 5 140     | 3 313    | 2 360          | 134                 | 12 925 |
| Sources : Institut national de la statistique (recensement de 2004) |           |          |                |                     |        |

L'hôtellerie et le tourisme connaissent également un développement particulièrement important grâce à un programme de réhabilitation géothermique cofinancé par la Banque mondiale. El Hamma était la première destination thermale du sud du pays mais, à la suite de la réalisation de plusieurs sondages profonds en vue d'alimenter en eau la cimenterie de Gabès dans les années 1980 et 1990, il y eut un tarissement de plusieurs sources thermales chaudes, dont Aïn Echoffa, et une dégradation de la palmeraie. C'est pour relancer El Hamma qu'une station thermale d'une capacité de 2 500 curistes doit être construite dans la localité d'El Khebayat à douze kilomètres d'El Hamma. Elle comprendra des habitats touristiques individuels et groupés, un terrain de golf d'une superficie de 75 hectares, un centre sportif, un centre de congrès, une zone de camping et des espaces verts.

## Personnalités
- Rafik Abdessalem, homme politique, ancien ministre des Affaires étrangères[13]
- Ibrahim Chaibi, universitaire, ancien ministre des Affaires religieuses
- Mohamed Daghbaji, fellaga tunisien et l'une des premières figures du mouvement national
- Mohamed Ali El Hammi, fondateur du premier syndicat tunisien
- Jallouli Farès, premier président de l'Assemblée nationale et deuxième président de l'Assemblée nationale constituante tunisienne de 1956
- Rached Ghannouchi, président du mouvement Ennahdha et ancien président de l'Assemblée des représentants du peuple[14]
- Habib Khedher, homme politique, rapporteur général de la Constitution de 2014